# DN28
DN28 este un drum național din România care leagă Romanul de Iași și mai departe de granița cu Republica Moldova prin Albița. Drumul pornește din DN2 în dreptul localității Săbăoani.